# Indochina

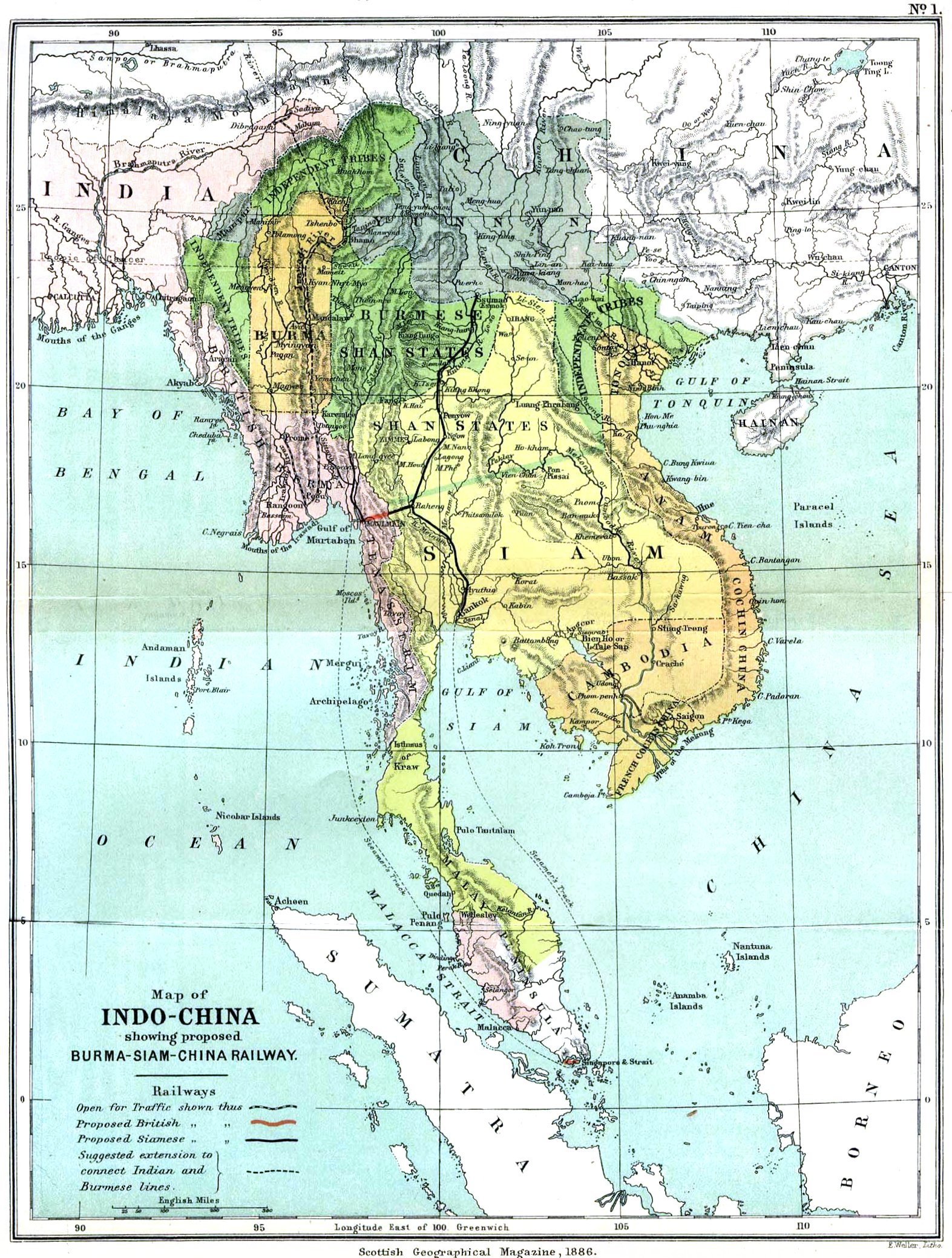
Indochina, conform unei hărți din 1886.

Indochina, sau Peninsula Indochina, este o subregiune a Asiei de sud-est. Se găsește la sud de China și la est de India. Cuvântul este compus, de origine franceză, evidențiind impactul celor două culturi asupra zonei, iar, mai târziu, sugerând expansiunea colonială a Franței între India și China. 
Din punct de vedere istoric, țările continentale din Asia de Sud-Est au fost influențate, în mod diferit și nuanțat, de cele două mari culturi care o bordează, cea a Indiei și cea a Chinei. Spre exemplificare, cultura Cambodgiei și cea a Laos-ului, au fost influențate în special de culturile indice, respectiv într-un grad mai redus de cultura Chinei. Alte culturi, spre exemplu cea a Vietnamului, au fost mult mai mult influențate de China, având doar influențe culturale minore din partea civilizațiilor indiene, mai ales datorită civilizației Champa, influență suferită în timpul expansiunii Vietnamului spre sud. 

## Componență
Indochina constă din teritoriile următoarelor țări
- în sens strict, al termenului originar, țările fostei Indochine franceze:
  - Cambodgia
  - Laos
  - Vietnam
- în sens larg, probabil mai bine descrisă de termenul Asia de Sud-Est continentală, conține cele trei țări menționate mai sus la care se adaugă
  - Malaezia peninsulară (constând din sudul Peninsulei Malezia, dar nici una din insulele arhipelagului Malezian)
  - Myanmar (cunoscută anterior sub numele de Birmania, parte a Indiei Britanice până în 1937)
  - Singapore (considerată de asemenea țară componentă a Asiei de Sud-Est maritime - chiar dacă Johor-Singapore Causeway nu este luat în considerare)
  - Thailanda (cunoscută anterior ca Siam)

## Vezi și

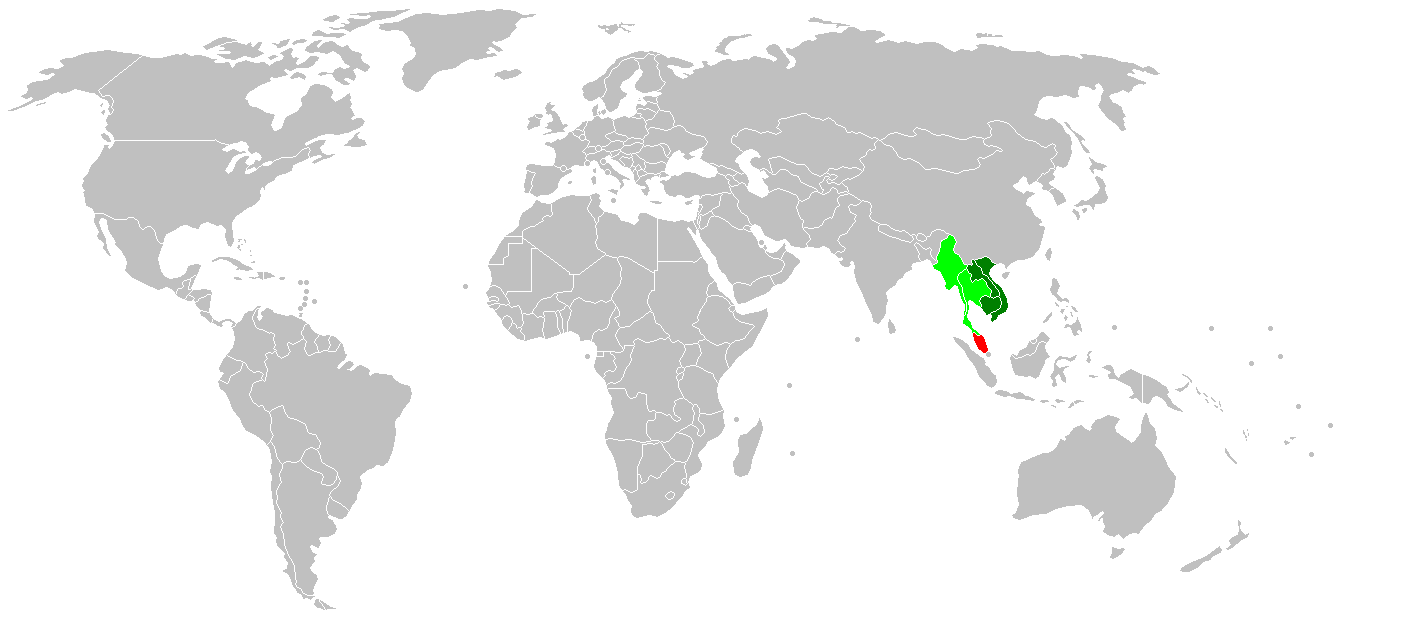
Verde închis - incluse mereu, verde deschis - de obicei incluse, roșu - uneori incluse